# Мифы Коринфа

## Введение
Строитель и царь Коринфа Сизиф приговорён богами вкатывать на гору тяжёлый камень. Этот камень, едва достигнув вершины, каждый раз скатывался вниз.Согласно Гомеру — хитрый, порочный и корыстолюбивый человек. Первым среди эллинов воспользовался хитростью и обманом. Его внук Беллерофонт с помощью Пегаса убил Химеру, черпающую силу в земле. Но он был свергнут с небес за желание добраться до Богов.

## Царские династии
- Алет (сын Гиппота).
- Алкидамия. Родила от Гермеса Буна[1][2].
- Алкимен. Некоторые называют так брата Беллерофонта, нечаянно убитого им[3]. См. Делиад.
- Бакхиады. (Вакхиады.) Знатный род. Переселились на остров феаков, изгнанные Кипселом[4].
- Беллерофонт.
- Бун. Сын Гермеса и Алкидамии. Ээт, отправляясь в Колхиду, поручил Буну заботу о землях Коринфа[5]. Соорудил храм Гере, поэтому она называется Гера Бунайя[6].
- Гианфид. Сын Пропода, жил в Коринфе во времена дорийского вторжения. Передал царскую власть Алету[7].
- Гиппот (сын Креонта). Сын коринфского царя. Привлек к суду Медею в Афинах, но она оправдалась[8]. Враг Медеи, им притворился Мед в Колхиде[9].
- Главк (сын Сисифа).
- Главка (дочь Креонта).
- Дамофонт. Из Коринфа. Сын Фоанта, отец Пропода[7].
- Делиад. (по другим версиям, Алкимен либо Пирен). Сын Главка и Евримеды. Брат Беллерофонта, нечаянно убит им[3].
- Дорид. Сын Пропода, из Коринфа. Передал царскую власть Алету и остался в Коринфе[7].
- Евримеда (по Гесиоду, Евринома). Дочь мегарского царя Ниса. Жена Главка, мать Беллерофонта (от Посейдона[10])[11].
- Евринома. По версии, дочь Ниса, мать Беллерофонта от Посейдона[12].
- Коринф (царь Коринфа).
- Коринфий. Сын Пелопа[13].
- Креонт (царь Коринфа).
- Креуса.[14] Дочь Креонта, невеста Ясона[15]. Она же Главка[16].
- Ликеф. Отец Креонта, царя Коринфа[17].
- Медуса. Дочь Орсилоха. По версии, приемная мать Эдипа[18].
- Меропа.[19] Дориянка. Царица Коринфа, приемная мать Эдипа[20].
- Орнитион. Сын Сисифа, отец Фока[21]. Отец Навбола[22]. См. Орнит.
- Орсилох. По версии, отец Медусы, приемной матери Эдипа[18].
- Пантедуйя. (Пантидия.) По версии Евмела, родила от Сисифа Леду[23]. Согласно пониманию Евмела у Торшилова, родила от Главка Леду[24].
- Перибея.[25] Жена Полиба. Царица Коринфа. Приемная мать Эдипа[26]. Не могла иметь детей[27]. Когда стирала одежду в море, подобрала ребёнка[28].
- Пирен. Некоторые называют так брата Беллерофонта, нечаянно убитого им[3]. См. Делиад. Эпоним источника Пирена.
- Полиб.[29] Царь Коринфа. Сын Гермеса[30]. Приемный отец Эдипа[26][31] О его смерти узнает Эдип[32].
- Пропод. Из Коринфа. Сын Дамофонта, отец Дорида и Гианфида[7].
- Сисиф (Сизиф).
- Тараксипп[33]. Демон на Истме. Это Главк (сын Сисифа)[34].
- Фоант. Из Коринфа. Сын Орнитиона, отец Дамофонта[7].
- Эфира. Океанида, именем которой назван Коринф[35]. Впервые поселилась в этой земле[36]. Мать Ээта[37].

## Прочие персонажи
- Алкиноя. Дочь Полиба из Коринфа, жена Амфилоха. Наняла ткачиху Никандру, которая служила ей год, но не заплатила ей. Та взмолилась Афине, и Алкиноя полюбила Ксанфа с Самоса и уплыла с ним, оставив дом и детей. Посередине пути она стала сожалеть об этом и бросилась в море[38].
- Амфилох (сын Дрианта). Некий герой, женат на Алкиное. Его бросила жена из-за любви к Ксанфу с Самоса[39].
- Антас. Отец Мелана, предок тирана Кипсела[40].
- Главк. Имя Меликерта, согласно Никанору из Кирены[41].
- Дейма. («Ужас»). Статуя женщины ужасного вида в Коринфе, воздвигнута коринфянами в искупление убийства детей Медеи[42].
- Дриант. Отец Амфилоха[39].
- Евхенор[43]. Сын прорицателя Полиида. Из Коринфа, участник Троянской войны[44]. Убит Парисом[45].
- Кенхрей. Сын Посейдона и Пирены. Его именем названа гавань Коринфа[46]. Убит случайно Артемидой[47]. Возможно, его именем также названо местечко в Арголиде[48].
- Кром. Сын Посейдона. Его именем назван Кромион в Коринфской области[49].
- Лехей. Сын Посейдона и Пирены. Его именем названа гавань Коринфа[46].
- Мелан. Сын Антаса. Родом из Гонуссы под Сикионом. Царь Коринфа Алет велел ему удалиться в другую страну, а потом по воле оракула принял его своим сотоварищем. Мелан был предком тирана Кипсела[40]. Возможно, эта сцена изображена на ларце Кипсела[50].
- Меликерт.
- Мелькарт. См. Меликерт.
- Никандра. Женщина-ткачиха, которая служила у Алкинои целый год, но та не заплатила ей. Никандра взмолилась Афине, и та отомстила Алкиное[51].
- Палемон. См. Меликерт.
- Пегас (конь).
- Пирена.
- Полибий. Коринфянин, отец Алкинои[39].
- Полиид (сын Керана).
- Тисифона.[52] Дочь Алкмеона и Манто. Алкмеон отдал её на воспитание коринфскому царю Креонту, жена которого затем продала девушку в рабство. Её купил Алкмеон и содержал как рабыню (согласно Еврипиду)[53].
- Хриса. В Коринфе сестра Геллотии[54].
- Эратокл. По некоторым, устроил Истмийские игры в честь Меликерта[55]. Возможно, исторический персонаж.

## Топонимы
- Истм. Перешеек[56].
- Истмийские игры[57]. Их учреждение Сисифом описывалось в сатировской драме Эсхила «Феоры, или Истмийские состязания» (фр.78-79 Радт). Либо их учредил Главк[58]. Либо Тесей в 1259/8 г. до н. э[59]. Либо их учредили Посейдон и Гелиос, примирившись после спора за власть над перешейком[60].
- Кефисс. Река у Коринфа.
- «Кипсел». Название ларца у коринфян[61].
- Коринф. Город[62].
- Коринфский перешеек.
- Коринфяне.
- Мимант. Перешеек[63].
- Пирена. Источник на акрополе Коринфа[64]. По-дорийски Пейрана. en:Peirene
- Тенея. Местность в Коринфике. В ней живут троянцы, взятые эллинами с Тенедоса, и они больше всех почитают Аполлона[65].en:Tenea
- Эфира. Древнее название Коринфа[66]. Там людей породили дождевые грибы[67].
- Кипсел. Тиран Коринфа. По отцовской линии потомок Кенея, по матери Бакхиад[68].
- Эфиоп. Личное имя коринфянина, первопоселенца Сиракуз[69].

См. также:
- Бриарей. Судья в споре Посейдона и Гелиоса за Коринф.
- Иасон. Жил в Коринфе.
- Медея. В Коринфе прекратила голод.
- Меликерт. Сисиф похоронил его на Истме.
- Нелей (сын Посейдона). По версии, умер от болезни в Коринфе.
- Тисифона (дочь Алкмеона). Отдана на воспитание в Коринф.